# Naomi Watts
Naomi Ellen Watts (Shoreham, 28 de setembro de 1968) é uma atriz anglo-australiana. Conhecida por seu trabalho predominantemente em filmes independentes com temas sombrios ou trágicos Ela recebeu vários prêmios, incluindo indicações para dois Oscars, um Primetime Emmy Award e dois Globo de Ouro. Começou sua carreira na televisão australiana, onde apareceu em séries como Hey Dad..! (1990), Brides of Christ (1991 ), E Street (1991) e Home and Away (1991). 
Watts ganhou aclamação da crítica por seu trabalho no filme de suspense psicológico Mulholland Drive de 2001, de David Lynch. No ano seguinte, recebeu o reconhecimento público pela participação na série de filmes de terror e suspense O Chamado. Ela recebeu indicações para o Oscar de melhor atriz e pelo Screen Actors Guild para melhor performance de uma atriz num papel principal por sua interpretação de Cristina Peck no drama de Alejandro González Iñárritu, 21 Gramas, de 2003. Outros papéis notáveis incluem o remake de King Kong de 2005, o filme policial Eastern Promises de 2007, e o suspense The International, de 2009. Em 2010, Watts retratou Valerie Plame Wilson no drama biográfico Fair Game. Por seu papel no drama espanhol O Impossível, sobre o tsunami na Ásia em 2004, ela recebeu sua segunda indicação ao Oscar de melhor atriz principal na cerimônia do Oscar 2013.
Em 2002, foi incluída na lista das 50 pessoas mais bonitas da revista People. Em 2006, Watts se tornou uma embaixadora da boa vontade do Programa Conjunto das Nações Unidas sobre HIV/AIDS, o que ajuda a aumentar a conscientização sobre as questões relacionadas com a AIDS. Ela tem participado de várias cerimônias para a causa, e é apresentada como membro inaugural do Prêmio da fita vermelha contra a AIDS.

## Biografia
Naomi Watts viveu até aos oito anos de idade em sua localidade natal; seus pais, Peter e Myfanwy Watts separaram-se quando ela tinha quatro anos, e tinha apenas sete quando seu pai morreu. A mãe resolveu mudar a família para a cidade de Llangefni, ao norte do País de Gales, onde moraram com os avós de Naomi, Hugh e Nikki Roberts. A mãe tinha o costume de continuamente relocar a família atrás de namorados, mas sempre acabava voltando para Llangefni. Naomi viveu por lá até os quatorze anos. Durante uma viagem para a Austrália, sua mãe se convenceu de que aquela era uma "terra de oportunidades" e mudou a família para Sydney em 1982. Sua avó, Nikki, era australiana, o que facilitou a documentação.
Seu pai era gerente de estradas(motorista) do grupo Pink Floyd e sua mãe é descrita por Watts como uma hippie "com tendências passionais-agressivas" que várias vezes ameaçava mandar ela e o irmão para o Juizado de Menores para convencer os avós a tomar conta deles.
Em Sydney, Watts frequentou várias escolas de atuação. Em uma delas, conheceu Nicole Kidman, com quem dividiu um taxi para casa, voltando de uma aula. Em 1986, parou de atuar e foi ao Japão trabalhar como modelo, mas a empreitada não deu certo - Watts descreve este período como o pior de sua vida. Ao retornar à Austrália, Watts foi trabalhar numa loja de departamento local e de lá foi trabalhar como assistente de um editor de uma revista de moda australiana. Também desenvolveu paixão por esportes e, entre meados da década de 80 até meados da de 90, ela treinou Judô e chegou a participar de campeonatos menores. Só voltou a atuar quando um convite de um colega apareceu para atuar numa pequena peça. Sua paixão pelas artes cênicas fizeram-na largar seu trabalho e dedicar-se completamente a ser atriz.

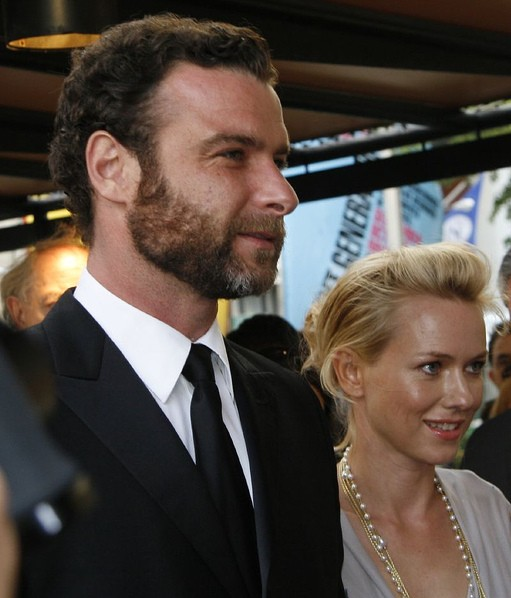
Watts e o ex-marido Liev Schreiber (2006)

 Apareceu primeiro em comerciais, depois na série de drama Home and Away em 1988 no papel de Julie Gibson. Foi emplacar no filme Tank Girl, de 1995, com o papel de Jet Girl e, nesta época, afastou-se do Judô devido à falta de tempo em conciliar a carreira de atriz com o hobby, muito embora ela se declare, até hoje, enorme entusiasta do esporte.
Em 2001, Watts apareceu em Mulholland Drive, de David Lynch, numa atuação que ganhou muito prestígio. Após isso, a qualidade de seus papéis aumentou, especialmente quando estrelou o bem-sucedido remake americano The Ring, baseado no filme de terror japonês de 1998.
Em 2004, recebeu uma nomeação ao Oscar de melhor atriz pela sua atuação em 21 Grams.
Entre 2012 e 2013, interpretou Diana, Princesa de Gales, no drama biográfico Diana, lançado nos cinemas no segundo semestre de 2013. No mesmo ano, também recebeu uma nomeação ao Oscar de melhor atriz pela sua atuação em The Impossible.
Em junho de 2014, foi anunciado que Naomi Watts interpretaria a personagem Evelyn Johnson em Divergent, baseado no livro Veronica Roth. No ano seguinte, Watts reprisou seu papel na sequência The Divergent Series: Insurgent, e no terceiro filme, The Divergent Series: Allegiant, lançado em 2016.

## Vida pessoal e filantropia
Naomi namorou o ator Heath Ledger de 2002 a 2004. Foi casada por 11 anos com o ator Liev Schreiber. O casal se conheceu nas gravações do filme The Painted Veil, em 2005, e anunciaram a separação em setembro de 2016. Eles têm dois filhos: Alexander Pete Schreiber, nascido em 25 de julho de 2007 e Samuel Kai Schreiber nascido em 13 de dezembro de 2008. Durante as filmagens de Gypsy, em 2017, começou a namorar o ator Billy Crudup, com quem se casou em meados de 2023.
A atriz é praticante do Budismo, além de ser uma defensora da meditação transcendental.
Em 2011, a atriz esteve em Nova Iorque para uma partida de polo beneficente com Hugh Jackman e Isla Fisher, destinada a arrecadar dinheiro para as vitimas do sismo do Haiti de 2010. Em 2012, foi embaixadora da marca Pantene, em um programa de doação de perucas para mulheres em tratamento contra o câncer.

## Filmografia

### Cinema
| Ano  | Título                                          | Papel                          | Notas          |
| ---- | ----------------------------------------------- | ------------------------------ | -------------- |
| 1986 | For Love Alone                                  | Namorada de Leo                |                |
| 1991 | Flirting                                        | Janet Odgers                   |                |
| 1993 | Matinee                                         | Estrela do Carrinho de Compras |                |
| 1993 | Wide Sargasso Sea                               | Fanny Grey                     |                |
| 1993 | Gross Misconduct                                | Jennifer Carter                |                |
| 1993 | The Custodian                                   | Louise                         |                |
| 1995 | Tank Girl                                       | Garota do jato                 |                |
| 1996 | Children of the Corn IV: The Gathering          | Grace Rhodes                   |                |
| 1996 | Persons Unknown                                 | Molly                          |                |
| 1997 | Under the Lighthouse Dancing                    | Louise                         |                |
| 1998 | Dangerous Beauty                                | Giulia De Lezze                |                |
| 1998 | Babe: Pig in the City                           | Vozes adicionais               |                |
| 1998 | A House Divided                                 | Amanda                         | Curta-metragem |
| 1999 | Strange Planet                                  | Alice                          |                |
| 2001 | Ellie Parker                                    | Ellie Parker                   | Curta-metragem |
| 2001 | Down                                            | Jennifer Evans                 |                |
| 2001 | Mulholland Drive                                | Betty Elms / Diane Selwyn      |                |
| 2001 | Never Date an Actress                           | Namorada rasa                  | Curta-metragem |
| 2002 | Rabbits                                         | Suzie                          | Curta-metragem |
| 2002 | The Ring                                        | Rachel                         |                |
| 2002 | Undertaking Betty                               | Meredith Mainwaring            |                |
| 2003 | Ned Kelly                                       | Julia Cook                     |                |
| 2003 | Le divorce                                      | Roxeanne de Persand            |                |
| 2003 | 21 Gramas                                       | Cristina Peck                  |                |
| 2004 | We Don't Live Here Anymore                      | Edith Evans                    |                |
| 2004 | The Assassination of Richard Nixon              | Marie Andersen Bicke           |                |
| 2004 | I Heart Huckabees                               | Dawn Campbell                  |                |
| 2005 | Ellie Parker                                    | Ellie Parker                   |                |
| 2005 | The Ring Two                                    | Rachel                         |                |
| 2005 | Stay                                            | Lila Culpepper                 |                |
| 2005 | King Kong                                       | Ann Darrow                     |                |
| 2006 | Inland Empire                                   | Suzie Rabbit (voz)             |                |
| 2006 | The Painted Veil                                | Kitty Fane                     |                |
| 2007 | Eastern Promises                                | Anna                           |                |
| 2007 | Funny Games                                     | Ann                            |                |
| 2009 | The International                               | Eleanor Whitman                |                |
| 2009 | Mother and Child                                | Elizabeth                      |                |
| 2010 | You Will Meet a Tall Dark Stranger              | Sally                          |                |
| 2010 | Fair Game                                       | Valerie Plame                  |                |
| 2011 | Dream House                                     | Ann Patterson                  |                |
| 2011 | J. Edgar                                        | Helen Gandy                    |                |
| 2012 | The Impossible                                  | Maria Bennett                  |                |
| 2013 | Movie 43                                        | Samantha                       |                |
| 2013 | Adore                                           | Lil                            |                |
| 2013 | Sunlight Jr.                                    | Melissa                        |                |
| 2013 | Diana                                           | Diana                          |                |
| 2014 | Birdman or (The Unexpected Virtue of Ignorance) | Lesley                         |                |
| 2014 | St. Vincent                                     | Daka                           |                |
| 2014 | While We're Young                               | Cornelia                       |                |
| 2015 | The Divergent Series: Insurgent                 | Evelyn                         |                |
| 2015 | The Sea of Trees                                | Joan Brennan                   |                |
| 2015 | Demolition                                      | Karen                          |                |
| 2015 | 3 Generations                                   | Maggie                         |                |
| 2016 | The Divergent Series: Allegiant                 | Evelyn                         |                |
| 2016 | Chuck                                           | Linda                          |                |
| 2016 | Shut In                                         | Mary                           |                |
| 2017 | The Book of Henry                               | Susan Carpenter                |                |
| 2017 | The Glass Castle                                | Rose Mary                      |                |
| 2018 | Ophelia                                         | Gertrude / Mechtild            |                |
| 2018 | Vice                                            | Âncora de notícias             |                |
| 2019 | The Wolf Hour                                   | June Leigh                     |                |
| 2019 | Luce                                            | Amy Edgar                      |                |
| 2020 | Boss Level                                      | Jemma Wells                    |                |
| 2020 | Penguin Bloom                                   | Sam Bloom                      |                |
| 2021 | The Desperate Hour                              | Amy                            |                |
| 2021 | This Is the Night                               | Marie Dedea                    |                |
| 2022 | Infinite Storm                                  | Pam                            |                |
| 2022 | Goodnight Mommy                                 | Mãe                            |                |
| 2024 | The Friend                                      | Iris                           |                |
| 2024 | Emmanuelle                                      | Margot Parson                  |                |

### Televisão
| Ano       | Titulo                          | Papel             | Notas                      |
| --------- | ------------------------------- | ----------------- | -------------------------- |
| 1990      | Hey Dad..!                      | Belinda           | 2 episódios                |
| 1991      | Home and Away                   | Julie Gibson      | 19 episódios               |
| 1991      | Brides of Christ                | Frances Heffernan | 5 episódios                |
| 1996      | Secrets of the Bermuda Triangle | Amanda            | Telefilme                  |
| 1996      | Timepiece                       | Mary Chandler     | Telefilme                  |
| 1997-1998 | Sleepwalkers                    | Kate Russell      | 9 episódios                |
| 1998      | The Christmas Wish              | Renee             | Telefilme                  |
| 1999      | The Hunt for the Unicorn Killer | Holly Maddux      | Telefilme                  |
| 2000      | The Wyvern Mystery              | Alice Fairfield   | Telefilme                  |
| 2002      | The Outsider                    | Rebecca Yoder     | Telefilme                  |
| 2014      | BoJack Horseman                 | Ela mesma         | Episódio: "One Trick Pony" |
| 2017      | Twin Peaks                      | Janey E. Jones    | 10 episódios               |
| 2017      | Gypsy                           | Jean Holloway     | 10 episódios               |
| 2019      | The Loudest Voice               | Gretchen Carlson  | 7 episódios                |
| 2022      | The Watcher                     | Nora Brannock     | 7 episódios                |
| 2024      | Feud: Capote vs. The Swans      | Babe Paley        | 8 episódios                |
| 2025      | Too Much                        | Ann Ratigan       | 4 episódios                |
| 2025      | All's Fair                      | Liberty Ronson    |                            |
| 2026      | American Love Story             | Jackie Kennedy    |                            |

### Video game
| Ano  | Título                                                    | Papel      |
| ---- | --------------------------------------------------------- | ---------- |
| 2005 | Peter Jackson's King Kong: The Official Game of the Movie | Ann Darrow |

## Prêmios e Indicações

#### Oscar
| Ano  | Categoria    | Indicação      | Resultado | Referência |
| ---- | ------------ | -------------- | --------- | ---------- |
| 2004 | Melhor Atriz | 21 Grams       | Indicado  | [ 10 ]     |
| 2013 | Melhor Atriz | The Impossible | Indicado  | [ 11 ]     |

#### BAFTA
| Ano  | Categoria    | Indicação | Resultado | Referência |
| ---- | ------------ | --------- | --------- | ---------- |
| 2004 | Melhor Atriz | 21 Grams  | Indicado  | [ 12 ]     |

#### Globo de Ouro
| Ano  | Categoria                                                         | Indicação                  | Resultado | Referência |
| ---- | ----------------------------------------------------------------- | -------------------------- | --------- | ---------- |
| 2013 | Melhor Atriz em Cinema - Drama                                    | The Impossible             | Indicado  | [ 13 ]     |
| 2025 | Melhor Atriz em Série Limitada, Antologia ou Filme para Televisão | Feud: Capote vs. The Swans | Indicado  | [ 14 ]     |

#### Emmy do Primetime
| Ano  | Categoria                                                         | Indicação                  | Resultado | Referência |
| ---- | ----------------------------------------------------------------- | -------------------------- | --------- | ---------- |
| 2024 | Melhor Atriz em Série Limitada, Antologia ou Filme para Televisão | Feud: Capote vs. The Swans | Indicado  | [ 15 ]     |

#### SAG Awards
| Ano  | Categoria                | Indicação                                       | Resultado | Referência |
| ---- | ------------------------ | ----------------------------------------------- | --------- | ---------- |
| 2004 | Melhor Atriz Principal   | 21 Grams                                        | Indicado  | [ 16 ]     |
| 2013 | Melhor Atriz Principal   | The Impossible                                  | Indicado  | [ 17 ]     |
| 2015 | Melhor Atriz Coadjuvante | St. Vincent                                     | Indicado  | [ 18 ]     |
| 2015 | Melhor Elenco em Cinema  | Birdman or (The Unexpected Virtue of Ignorance) | Venceu    | [ 18 ]     |